# Simon Lazard (1828-1898)
Pour les articles homonymes, voir Simon Lazard.
Simon Lazard (8 avril 1828 à Frauenberg - 22 février 1898 à Paris) est un banquier franco-américain, cofondateur de la Banque Lazard.

## Biographie

### Famille
Simon Lazard est le fils d'Elie Lazard (1796-1831) et d'Esther Aron (remariée à Moïse Cahn), frère d'Alexandre Lazard et d'Elie Lazard. Par sa mère, il est le cousin germain d'Alexandre Weill qui est le père de David David-Weill, le grand-père de Pierre David-Weill et donc l'arrière grand-père de Michel David-Weill, qui dirigeront tous Lazard frères et Cie .
Il est le père de Max Lazard et le beau-père de René Fould.

### Carrière
Simon Lazard rejoint en 1844, alors âgé de seize ans, son frère Alexandre à la Nouvelle-Orléans.
Il s'associe avec ses frères dans des comptoirs commerciaux. À la suite d'un important incendie touchant les États du sud en 1848, les frères Lazard s'installent à San-Francisco, en pleine fièvre de l'or. Rejoint par la suite par leur cousin Alexandre Weill, ils font évoluer leur comptoir commercial vers la banque, tout en poursuivant leurs activités d'import-export, donnant naissance à Lazard frères et Cie.
Il devient citoyen américain en 1851, naturalisation dont il dira qu'il s'agit d'"une simple formalité, mais la loi m'y obligeait".
Vers 1860, sous le régime du Second Empire dirigé par Napoléon III, il revient s'installer en France, à Paris, et y ouvre le bureau parisien de la Banque Lazard. 

## Postérité
Un lycée de Sarreguemines porte son nom.

### Sources
- Guy-Alban de Rougemont, Lazard Frères: Banquiers des Deux Mondes (1848-1939), 2011
- Jean-Claude Daumas, Alain Chatriot, Danièle Fraboulet, Patrick Fridenson, Hervé Joly (dir.), Dictionnaire historique des patrons francais, Paris, Flammarion, 2010.
- Harriet Rocklin, Fred Rochlin, Pioneer Jews: A New Life in the Far West, 2000
- Martine Orange, Ces Messieurs de Lazard, 2014
- Didier Lazard, Simon Lazard (1828-1898) : émigré à seize ans, pionnier du Far-West, fondateur de la Banque Lazard, 1988
- Didier Lazard, Destins inattendus : les descendants du fondateur de la banque Lazard, 1992